# José Paniagua (beisbolista)
José Luis Paniagua Sánchez (nacido el 20 de agosto de 1973 en San José de Ocoa) es un lanzador relevista dominicano que jugó en las Grandes Ligas de Béisbol. Su año más destacado lo tuvo con la organización de los Marineros de Seattle. Su última temporada de 
Grandes Ligas fue en un partido con los Medias Blancas de Chicago en 2003. Como miembro de  los Medias Blancas, Paniagua relevó con una ventaja de 6 carreras en la novena entrada. Permitió cuatro carreras limpias en tres hits y una base por bola en 1/3 de inning. Luego fue retirado del juego por el mánager Jerry Manuel. Tuvo una efectividad de 108.00 con los Medias Blancas. Paniagua dividió el 2008 entre los equipos St. George RoadRunners, Golden Baseball League y Long Island Ducks de la Atlantic League of Professional Baseball.